# Mortagne-du-Nord
Mortagne-du-Nord è un comune francese di 1 639 abitanti situato nel dipartimento del Nord, nella regione dell'Alta Francia.

## Società

### Evoluzione demografica
Abitanti censiti